# M7中戰車
M7中戰車是旨在替換M3/M5斯圖亞特戰車的方案。最初設想採用與雪曼戰車相同口徑的75公釐戰車炮，同時具備斯圖亞特戰車的速度與靈活性。然而，在開發過程中，因逾當時美國陸軍規定25短噸的輕戰車的重量，而被歸類為中戰車 。相比早期型雪曼戰車，除了極速僅以微弱優勢勝出，火力不僅沒有變化，裝甲防護卻被大大削弱了 。鑑於並未達到預期設想，加上全力生產雪曼戰車的因素，儘管已經列入量產計劃，但在7輛樣車評估過後，項目旋即永久擱置。

## 研發進程
1941年1月，裝甲部隊提出研發新型輕戰車的指標要求，隨後被分配代號T7，但綜合研發指標之後，戰車的重量從14短噸上升到27短噸。根據1942年8月6日的OCM 18522令，T7E5被正式定為M7中戰車。

### 型號
- T7 - 焊接車體，五段液壓自動變速箱，M5斯圖亞特戰車懸掛。
- T7E1 - 鉚接車體，軋製均值鋼板砲塔，液力變矩器[4]。
- T7E2 - 鉚接車體鑄造裝甲，大陸公司R975C1型9缸星型引擎，手排輔助液力變矩器，QF 6磅砲。
- T7E3 - 焊接車體和砲塔，並聯大力神DRXBS柴油引擎，自動變速器。
- T7E4 - 焊接車體和砲塔，並聯凱迪拉克引擎，雙液壓自動變速箱。
- T7E5 - T7E2衍生型，換裝75公釐M3戰車炮，定型M7中戰車[4][5]。

## 定型測試
在定型測試時發現樣車重量比預期嚴重超標，達到近29短噸，車輛性能大大降低。M7中戰車的量產計劃立即被叫停，直到查明原因。設計團隊在對整車分析之後發現是由於鑄件比規定厚度偏厚導致的。其餘生產的6輛戰車被回爐改造，在標準許可範圍內採用盡可能輕的鑄件，一併修改了部分傳動系統，以期提升性能。修改後的車輛被稱為M7E2s。雖然測試顯示性能確實有所提升，但僅在低速下表現良好，整體性能甚至不如M4A3中戰車。6輛原型車加之軍方驗收的量產車7輛，M7中戰車僅僅生產13輛便宣告項目失敗。